# Бигеев, Абдрашит Мусеевич
Абдрашит Мусеевич Бигеев (23 декабря 1917, д. Большой Тебис, Томская губерния — 5 марта 2010, Магнитогорск) — российский учёный-металлург, профессор Магнитогорского государственного технического университета, доктор технических наук, заслуженный деятель науки и техники РСФСР.

## Биография
Родился в крестьянской семье.
В 1941 году окончил Магнитогорский государственный металлургический институт (МГМИ) по специальности «Металлургия черных металлов».
Участник Великой Отечественной войны. Воевал в саперном батальоне воздушно-десантной дивизии на Северо-Западном, Центральном, 1-м Украинском фронтах.
С июня 1946 года в МГМИ: в 1954 году защитил кандидатскую, а в 1963 году — докторскую диссертации.
В 1958—1989 годах — заведующий кафедрой металлургии стали, более 15 лет работал деканом факультета и проректором института.
Автор фундаментальных работ по теории рафинирования металла шлаком, математическому моделированию сталеплавильных процессов, по теории и технологии непрерывных сталеплавильных процессов. Разработал и научно обосновал принципиально новую производственно-техническую схему получения черных металлов, реализация которой может обеспечить снижение ресурсоемкости и себестоимости металлопродукции, повышение её качества и уменьшение экологически опасности производства.
Им опубликованы 325 статьи и доклада, получены 28 авторских свидетельств и патентов; автор учебника для вузов «Металлургия стали», выдержавшего два издания в 1977 и 1988 годах.
На доме, где жил Абдрашит Мусеевич Бигеев, ему установлена памятная доска.
Сын Вахит - профессор кафедры металлургии и химических технологий Магнитогорского ГТУ

## Награды и звания
Награждён орденами Отечественной войны I и II степени, Красной Звезды, Трудового Красного Знамени, медалью «За победу над Германией в Великой Отечественной войне 1941—1945 гг.», медалями «За трудовую доблесть», «За доблестный труд в Великой Отечественной войне 1941—1945 гг.», «Ветеран труда СССР», «За долголетний доблестный труд» и еще 12 различными юбилейными медалями.
Почётный гражданин города Магнитогорска (1989).